# Pet Sematary (filme de 1989)
Pet Sematary (bra: Cemitério Maldito; prt: Cemitério Vivo) é um filme de terror de 1989, baseado na obra homônima do escritor Stephen King. Dirigido por Mary Lambert e com roteiro do próprio King, que também faz breve aparição como um pastor, o filme traz no elenco o ator Dale Midkiff como Louis Creed, Denise Crosby como Rachel Creed, Blaze Berdahl como Ellie Creed, Miko Hughes como Gage Creed, e o conceituado Fred Gwynne como Jud Crandall.

## Sinopse
Para muitas famílias, mudar de casa é sinónimo de um novo princípio. Mas para a família Creed, pode ser o princípio do fim. E tudo isso porque se mudaram para o lado do "Cemitério dos Mascotes" (Pet Sematary), um local construído com os sonhos desfeitos das crianças da pequena cidade de Ludlow, no Maine.
Esse pequeno pedaço de terra esconde um misterioso cemitério índio, com o poder da ressurreição. E quando a pior das tragédias acontece, os Creed mergulham num inferno inimaginável - com um bilhete só de idaǃ O velho Jud Crandall tenta avisar a família, pois mesmo sendo a pessoa mais simpática da região e conhecendo bem os segredos da vida, já viu o suficiente para acreditar com firmeza que, por vezes... é preferível a morte.

## Elenco
- Dale Midkiff - Louis Creed
- Fred Gwynne - Jud Crandall
- Denise Crosby - Rachel Creed
- Brad Greenquist - Victor Pascow
- Michael Lombard - Irwin Goldman
- Miko Hughes - Gage Creed
- Blaze Berdahl - Ellie Creed
- Susan Blommaert - Missy Dandridge
- Mara Clark - Marcy Charlton
- Kavi Raz - Steve Masterton
- Mary Louise Wilson - Dory Goldman
- Andrew Hubatsek - Zelda
- Matthew August Ferrell - Jud (criança)
- Lisa Stathoplos - Mãe de Jud (criança)
- Stephen King - Padre no funeral
- Elizabeth Ureneck - Rachel (criança)
- Chuck Courtney - Bill Baterman
- Peter Stader - Timmy Baterman